# Antocha tasmanica
Antocha tasmanica là một loài ruồi trong họ Limoniidae. Chúng phân bố ở miền Australasia.